# 漢字パズル
漢字パズル（かんじパズル）とは、漢字の豊富な表現力、その字体や読み、熟語などに関する様々な特徴を利用したパズル。専門雑誌・書籍も数多く発刊されている。

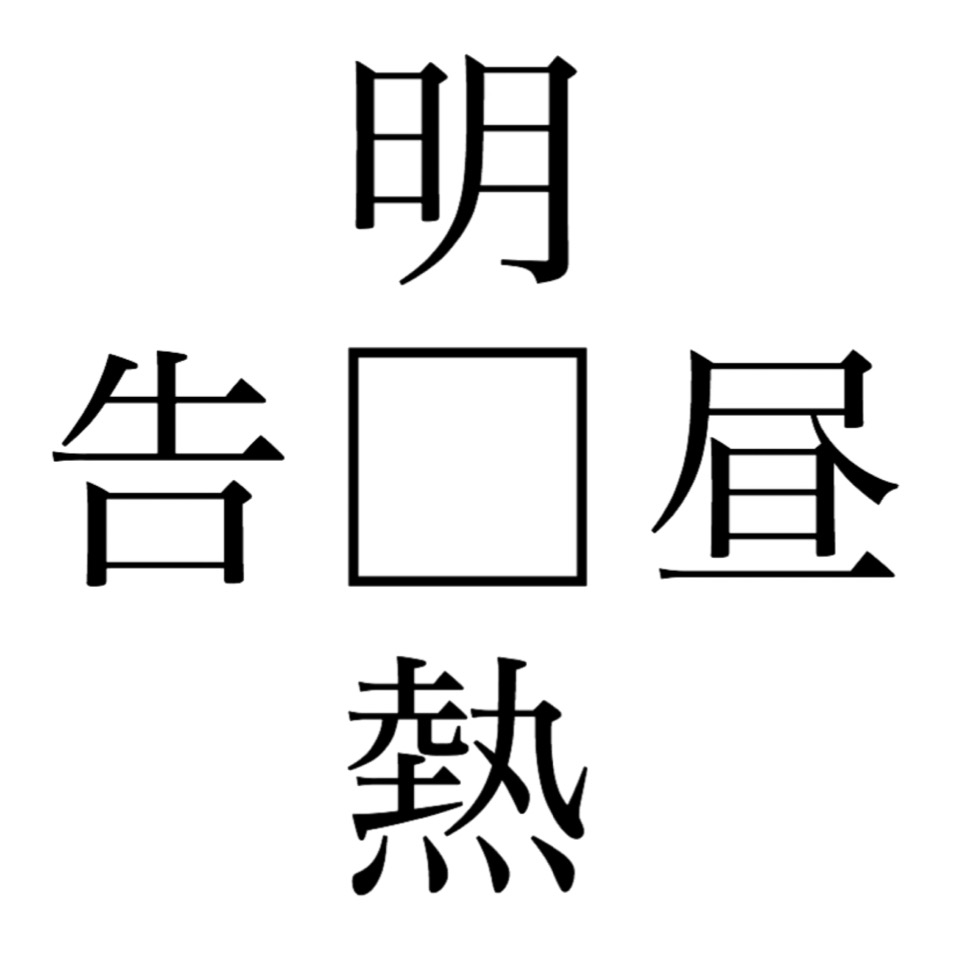
漢字パズルの一種和同開珎

## パズルの種類
漢字を使用しているパズル全般を漢字パズルと称するため、その分類は多岐にわたる。

### ペンシルパズル

#### クロスワードパズル
漢字を使用したパズルの中でも最も一般的なものの一つである。以下のような物があげられる。
- マスにカナの代わりに漢字を入れるもの
- カギが漢字の物
  - 難読熟語をカギにして読みをマスに埋める（下記例題のAのカギ）
  - カギが漢字のみの文章（「答えはカナで入ります」などという注釈が入る）（下記例題のBのカギ）

カナを入れるクロスワードの例
| ■ | 1 | 2 |
| 3 |   |   |
| 4 |   | ■ |

| タテのカギA              | ヨコのカギA                  | タテのカギB                                    | ヨコのカギB                                        |
| ------------------------ | ---------------------------- | ---------------------------------------------- | -------------------------------------------------- |
| - 1.箪笥 - 2.札 - 3.巴里 | - 1.多夫 - 3.大熊猫 - 4.栗鼠 | - 1.衣装収納用家具 - 2.遊戯用紙片 - 3.仏国首都 | - 1.頑丈的肉体 - 3.白黒大型獣 - 4.大尻尾所持小動物 |

#### ナンバークロスワードパズル
クロスワードパズルと同様、マスに漢字を埋めていく。このパズルの作成には「数字に対応する文字は2回以上使用する」という暗黙のルールが存在するため、1回しか使用しない漢字を盤面に配置し手がかりとすることが多い。
クロスワードの形状を取らず、文章中の漢字を伏せた物などもこの範疇に入れることがある。

#### シークワーズ・スケルトン
上の2つと違い、熟語に関する知識が大体において不要であることからよく出題される。カナが漢字に置き換わるだけで解き方は変わらない事が多い。
リストのみを漢字で提示して、実際に探したり埋めたりするのは熟語の読みという事もある。
またシークワーズの場合、表示されている漢字の一部を隠し、それを明らかにしてから解くなど、漢字及び熟語自体の知識が必要なものもある。
両パズルの例題を1問ずつあげる。
| 魔 | 御 | 影 | 石 |
| 術 | 法 | 磁 | 切 |
| 師 | 電 | 陣 | 場 |

|   |   |   |   |   | * |
| * |   | * | * |   | * |
|   | * |   |   |   |   |
|   | * |   | * | * |   |
|   |   |   |   |   | * |
|   | * |   | * |   |   |

### 言葉遊び
熟語を使ったしりとり・ダブレット等がある。
例題：ダブレット（漢字を1文字ずつ変えて目的の熟語にする）が成立するように□に漢字を入れる。
- 辛子→辛□→□□→□□→山□→山葵

### その他
同じ文字が並んでいる中から違う文字を探す・バラバラにされた漢字を組み合わせて熟語にするパズルなど、様々な種類がある。